# Літні Паралімпійські ігри 2012
XIV Літні Паралімпійські ігри — паралімпійські ігри, що проходили у Лондоні з 29 серпня по 9 вересня 2012 року. Як і на попередніх змаганнях, українська збірна посіла 4 місце.

## Вибір міста
Прийом заявок міст-кандидатів було завершено 15 липня 2003 року. До цього моменту бажання прийняти у себе Ігри висловили 9 міст: Гавана, Стамбул, Лейпциг, Лондон, Мадрид, Москва, Нью-Йорк, Париж і Ріо-де-Жанейро.
18 травня 2004 року Міжнародний олімпійський комітет після оцінки всіх поданих заявок вибрав 5 міст, з яких треба було зробити вибір на 117-й сесії МОК у липні 2005 року в Сінгапурі. Цими 5 містами стали Мадрид, Москва, Нью-Йорк, Париж і Лондон. Усі 5 міст подали необхідні документи до 19 листопада 2004 року, відтак протягом лютого-березня 2005 року їх відвідали інспектори Міжнародного олімпійського комітету.
Кандидатуру Лондона було обрано 6 липня 2005 року. Єдиним главою уряду, хто особисто представляв заявку своєї країни, став у Сінгапурі тодішній прем'єр-міністр Великої Британії Тоні Блер.
Наступного дня після оголошення столиці Ігор у Лондоні стався терористичний акт.
| Результати подання заявок міст-кандидатів | Результати подання заявок міст-кандидатів | Результати подання заявок міст-кандидатів | Результати подання заявок міст-кандидатів | Результати подання заявок міст-кандидатів | Результати подання заявок міст-кандидатів | Результати подання заявок міст-кандидатів |
| ----------------------------------------- | ----------------------------------------- | ----------------------------------------- | ----------------------------------------- | ----------------------------------------- | ----------------------------------------- | ----------------------------------------- |
| Місто                                     | НОК                                       | 1-ий раунд                                | 2-ий раунд                                | 3-ій раунд                                | 4-ий раунд                                |                                           |
| Лондон                                    | Велика Британія                           | 22                                        | 27                                        | 39                                        | 54                                        |                                           |
| Париж                                     | Франція                                   | 21                                        | 25                                        | 33                                        | 50                                        |                                           |
| Мадрид                                    | Іспанія                                   | 20                                        | 32                                        | 31                                        | —                                         |                                           |
| Нью-Йорк                                  | США                                       | 19                                        | 16                                        | —                                         | —                                         |                                           |
| Москва                                    | Росія                                     | 15                                        | —                                         | —                                         | —                                         |                                           |

## Спортивні об'єкти

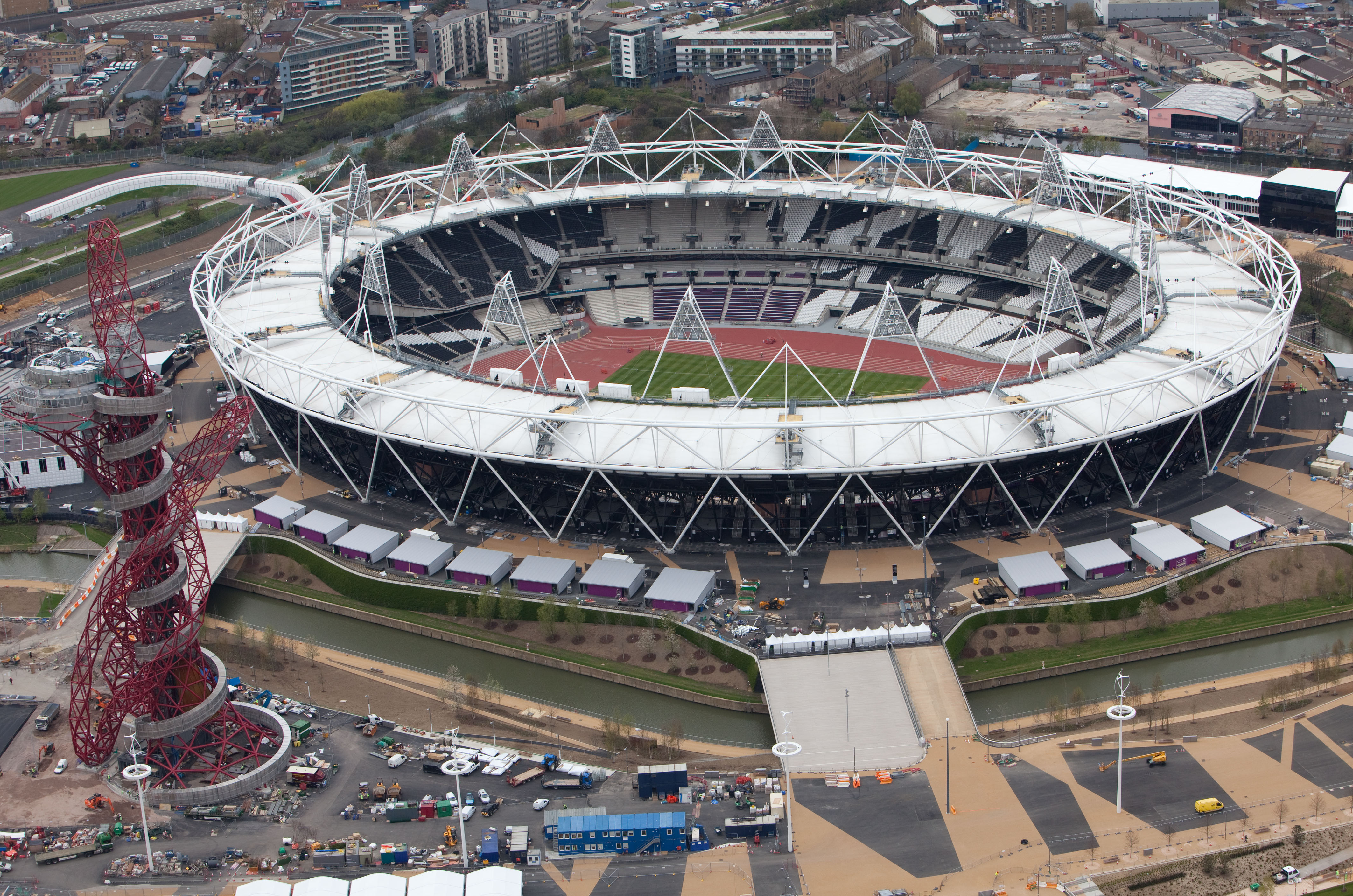
Олімпійський стадіон, Лондон

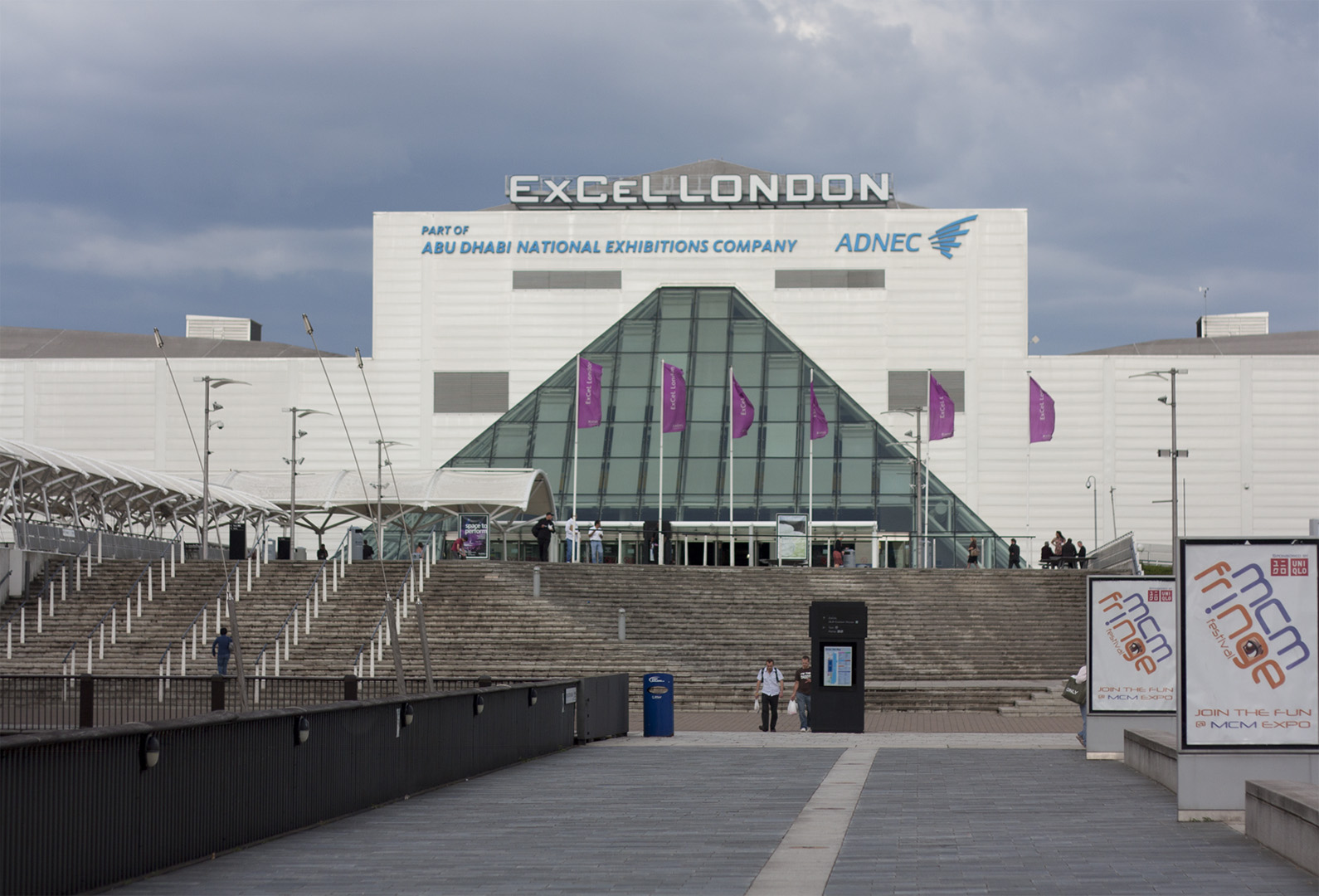
Виставковий центр Лондона

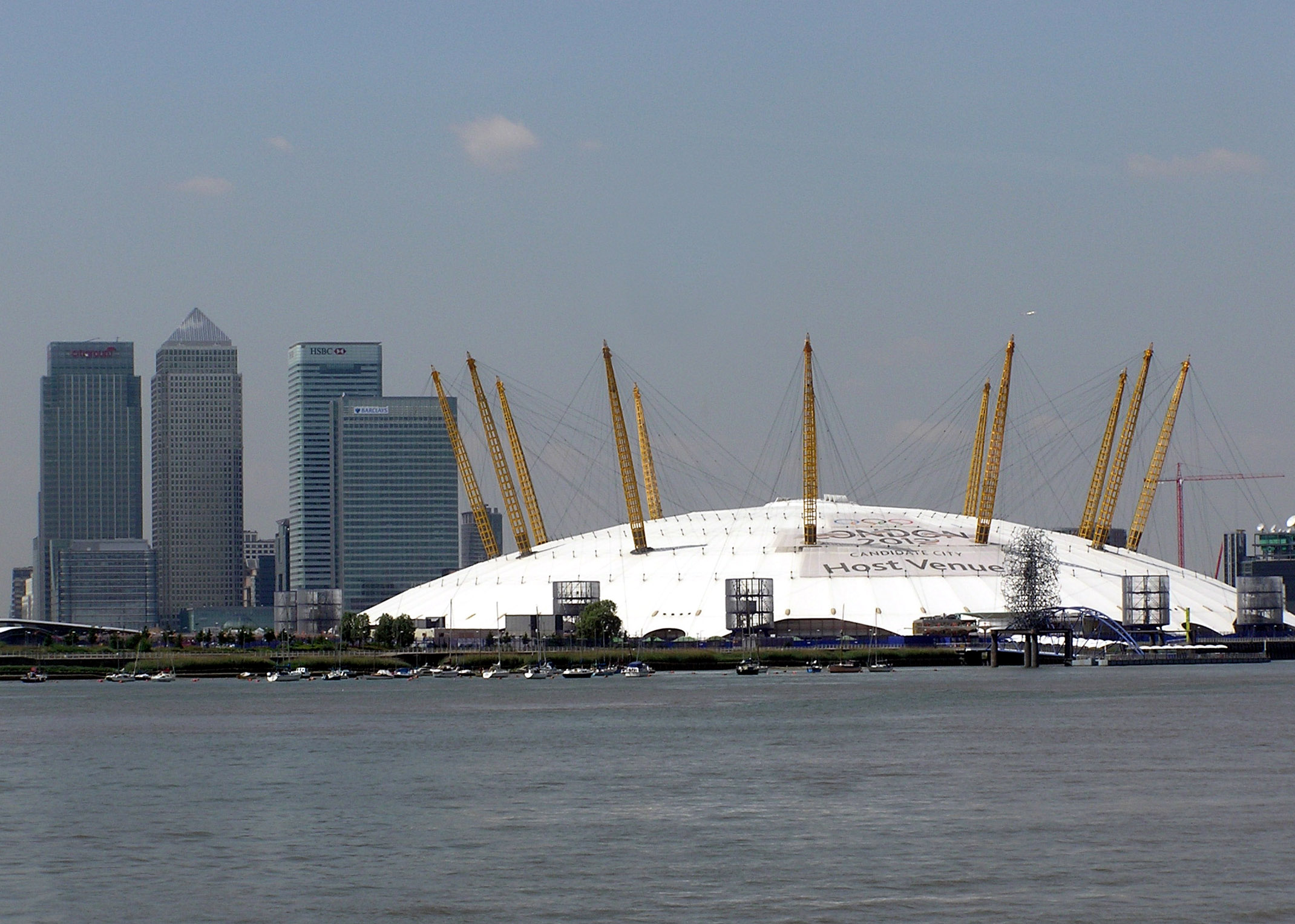
„Норз Гринвіч Арена“

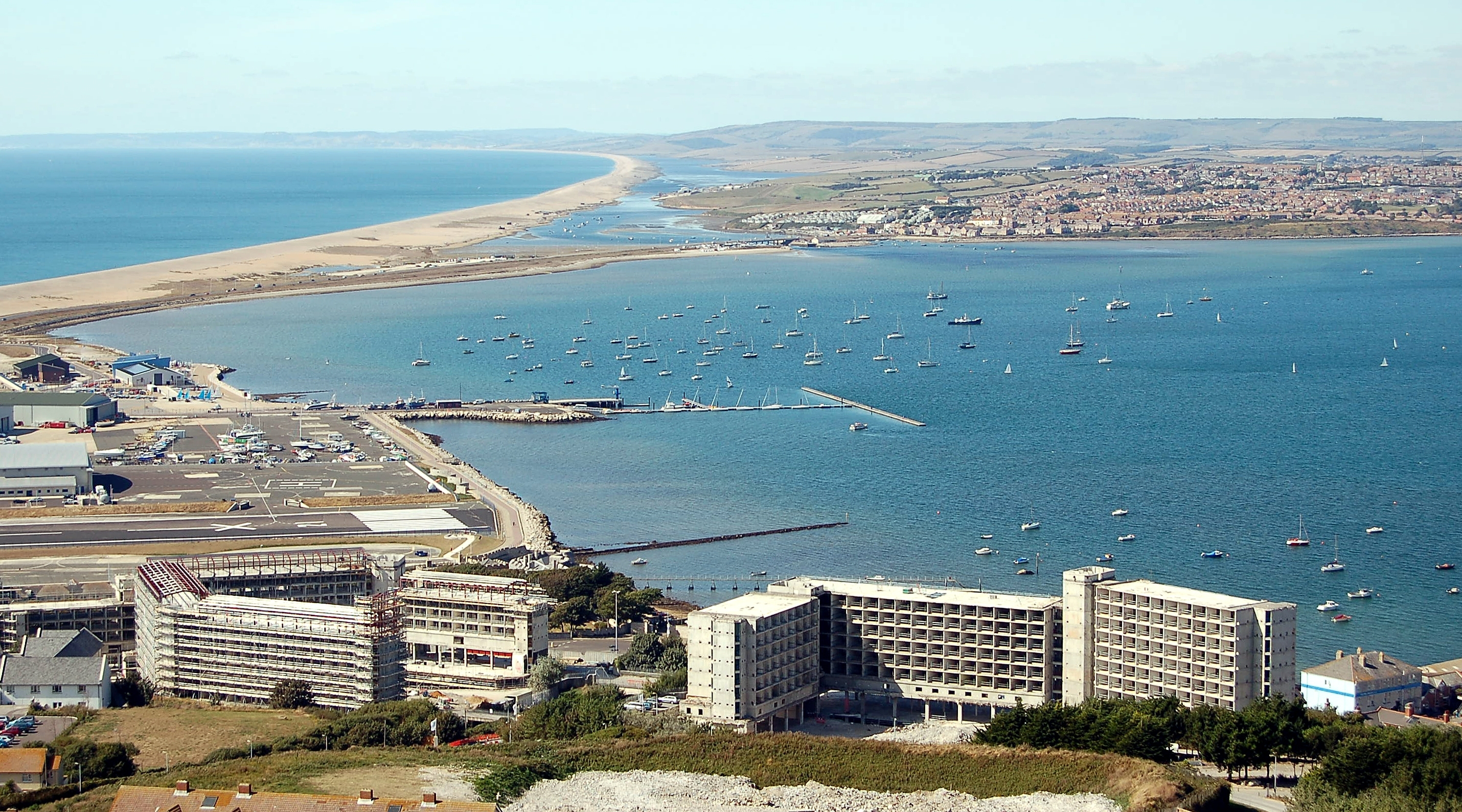
Національна академія вітрильного спорту Уеймута та Портленда

### Олімпійська зона
- Олімпійський стадіон — легка атлетика, церемонії відкриття та закриття
- Центр водних видів спорту — плавання
- Лондонський велопарк — велотрек
- „Рівербанк Арена“ — паралімпійський футбол
- Баскетбольна арена — баскетбол на візках, регбі на візках
- „Копер Бокс“ — голбол

### Річкова зона
- Виставковий центр Лондона — бочче, важка атлетика, волейбол сидячи, дзюдо, настільний теніс, фехтування на візках
- Гринвіцький парк — кінний спорт
- Королівські артилеристські казарми — стрільба з лука, стрільба
- „Норз Гринвіч Арена“ — баскетбол на візках

### За межами Лондона
- Брендс-Хетч — велоспорт (шосе)
- Озеро Дорні — академічне веслування
- Національна академія вітрильного спорту Уеймута та Портленда — вітрильний спорт

## Організація

### Забезпечення безпеки
|                                                                             |  |  |
| Пам'ятна монета НБУ номіналом 2 грн., присвячена паралімпійським іграм 2012 |  |  |

Для забезпечення безпеки Олімпійських ігор прийняті безпрецедентні заходи. Передбачалося задіяти в цілому 40' 000 чоловік, включаючи 13' 000 поліцейських і 17' 000 військовослужбовців. Уряд Великої Британії розглянув питання про можливість використання в цілях безпеки військової техніки аж до зенітно-ракетних комплексів „Рапіра“. Бюджет безпеки Олімпіади-2012 склав близько 585' 000' 000 фунтів стерлінгів.

## Символи

### Емблема
Зображення складається з чотирьох частин у вигляді неправильних багатокутників, які символізують цифри року Олімпіади — „2“, „0“, „1“, „2“. В одну з частин включено слово „London“, а в іншу — зображення паралімпійських змагань. Емблема різнокольорова і складається з чотирьох кольорів: синього, зеленого, оранжевого і жовтого. На хвостику другої „двійки“ розташовані слова „Паралімпійські ігри“.

### Талісмани
Талісмани Ігор були оголошені 19 травня 2010. Ними стали, за словами авторів, дві краплі сталі з Болтона на ім'я Венлок і Мандевіль. Вони названі на честь міста Мач-Венлок, в яких пройшли перші змагання на кшталт Олімпійських ігор, і села Сток-Мандевіль, де пройшли перші на території Великої Британії Паралімпійські ігри. У обох талісманів по одному оку, вони носять велосипедні шоломи, і на них намальовані логотипи Ігор.

### Медалі
Діаметр однієї медалі складе близько 85 міліметрів і 7 міліметрів в товщину. Вага однієї нагороди складе близько 375–400 грамів. Це найбільші медалі в історії Ігор, інформує Sky Sports. Усього до Олімпіади буде випущено приблизно 2100 медалей.
На нагородах різного ґатунку буде знаходитися логотип Ігор з променями. На зворотному боці медалі буде зображена богиня перемог Ніка і річка Темза. Автором всього проекту став дизайнер Девід Уоткінс.

## Країни-учасниці
У змаганнях на літніх Паралімпійських іграх 2012 року взяли участь спортсмени зі 166 країн.
- Австралія (172)
- Австрія (35)
- Азербайджан (21)
- Албанія (1)
- Алжир (33)
- Американські Віргінські острови (1)
- Ангола (4)
- Андорра (1)
- Антигуа і Барбуда (1)
- Аргентина (63)
- Вірменія (2)
- Афганістан (1)
- Барбадос (1)
- Бахрейн (2)
- Білорусь (33)
- Бельгія (42)
- Бенін (1)
- Бермуди (1)
- Боснія і Герцеговина (13)
- Ботсвана (1)
- Бразилія (185)
- Бруней (1)
- Болгарія (8)
- Буркіна-Фасо (2)
- Бурунді (1)
- Вануату (1)
- Велика Британія (304)
- Угорщина (33)
- Венесуела (30)
- Східний Тимор (1)
- В'єтнам (11)
- Габон (1)
- Гаїті (2)
- Гамбія (2)
- Гана (4)
- Вірменія (1)
- Гвінея-Бісау (2)
- Німеччина (161)
- Гондурас (1)
- Гонконг (28)
- Держава Палестина (2)
- Греція (67)
- Грузія (2)
- Данія (28)
- Демократична Республіка Конго (2)
- Джибуті (1)
- Домініканська Республіка (2)
- Єгипет (40)
- Замбія (2)
- Зімбабве (2)
- Індія (10)
- Індонезія (4)
- Ізраїль (25)
- Йорданія (9)
- Ірак (19)
- Іран (80)
- Ірландія (58)
- Ісландія (4)
- Іспанія (148)
- Італія (102)
- Кабо-Верде (1)
- Казахстан (7)
- Камбоджа (1)
- Камерун (1)
- Канада (157)
- Катар (1)
- Кенія (14)
- Кіпр (3)
- Киргизстан (1)
- Китай (293)
- КНДР (1)
- Колумбія (39)
- Комори (1)
- Коста-Рика (2)
- Кот-д'Івуар (4)
- Кувейт (6)
- Куба (24)
- Лаос (1)
- Латвія (8)
- Лесото (1)
- Ліберія (1)
- Ліван (1)
- Лівія (2)
- Литва (11)
- Маврикій (2)
- Мавританія (2)
- Мадагаскар (1)
- Макао (2)
- Македонія (2)
- Малаві (2)
- Малайзія (22)
- Малі (1)
- Мальта (1)
- Марокко (32)
- Мексика (81)
- Мозамбік (2)
- Молдова (2)
- Монголія (6)
- М'янма (2)
- Намібія (5)
- Непал (2)
- Нігер (2)
- Нігерія (29)
- Нідерланди (92)
- Нікарагуа (2)
- Нова Зеландія (29)
- Норвегія (23)
- ОАЕ (15)
- Оман (2)
- Пакистан (2)
- Панама (2)
- Папуа Нова Гвінея (2)
- Перу (1)
- Польща (101)
- Португалія (30)
- Пуерто-Рико (2)
- Росія (182)
- Румунія (7)
- Руанда (14)
- Сальвадор (1)
- Самоа (2)
- Сан-Марино (1)
- Саудівська Аравія (4)
- Сенегал (1)
- Сербія (13)
- Сінгапур (8)
- Словаччина (33)
- Словенія (22)
- Сирія (5)
- Соломонові Острови (1)
- Суринам (1)
- США (233)
- Сьєрра-Леоне (1)
- Таджикистан (1)
- Таїланд (50)
- Тайвань (18)
- Танзанія (1)
- Тонга (1)
- Тринідад і Тобаго (2)
- Туніс (31)
- Туркменістан (5)
- Туреччина (69)
- Уганда (2)
- Узбекистан (10)
- Україна (151)
- Уругвай (1)
- Фарерські острови (?)
- Фіджі (1)
- Філіппіни (8)
- Фінляндія (35)
- Франція (157)
- Хорватія (25)
- Чорногорія (1)
- Чехія (52)
- Чилі (7)
- ЦАР (1)
- Швейцарія (29)
- Швеція (59)
- Шрі-Ланка (7)
- Еквадор (2)
- Естонія (3)
- Ефіопія (4)
- Південна Корея (89)
- ПАР (64)
- Ямайка (3)
- Японія (138)

## Види спорту
Програма XIV літніх Паралімпійських ігор у Лондоні включає в себе 20 видів спорту:
|  | - Академічне веслування (4) - Баскетбол на візках (2) - Бочче (7) - Важка атлетика (20) - Велоспорт (50) - Вітрильний спорт (3) - Волейбол (2) | - Голбол (2) - Дзюдо (13) - Кінний спорт (11) - Легка атлетика (166) - Настільний теніс (29) - Плавання (148) - Регбі на візках (1) | - Стрільба (12) - Стрільба з лука (9) - Теніс на візках (6) - Фехтування на візках (12) - Футбол (5 x 5) (1) - Футбол (7 x 7) (1) |

## Календар
| ● | Церемонія відкриття | ● | Кваліфікації | ● | Фінали | ● | Церемонія закриття |

| Серпень/Вересень      | Ср 29 | Чт 30 | Пт 31 | Сб 1 | Нд 2 | Пн 3 | Вт 4 | Ср 5 | Чт 6 | Пт 7 | Сб 8 | Нд 9 | Всього |
| --------------------- | ----- | ----- | ----- | ---- | ---- | ---- | ---- | ---- | ---- | ---- | ---- | ---- | ------ |
| Церемонії             | ●     |       |       |      |      |      |      |      |      |      |      | ●    |        |
| Академічне веслування |       |       |       |      | 4    |      |      |      |      |      |      |      | 4      |
| Баскетбол на візках   |       |       |       |      |      |      |      |      |      | 1    | 1    |      | 2      |
| Бочче                 |       |       |       |      |      |      | 3    |      |      |      | 4    |      | 7      |
| Важка атлетика        |       | 2     | 3     | 3    | 3    | 3    | 3    | 3    |      |      |      |      | 20     |
| Велоспорт             |       | 5     | 5     | 5    | 3    |      |      | 18   | 4    | 6    | 4    |      | 50     |
| Вітрильний спорт      |       |       |       |      |      |      |      |      | 3    |      |      |      | 10     |
| Волейбол              |       |       |       |      |      |      |      |      |      | 1    | 1    |      | 2      |
| Голбол                |       |       |       |      |      |      |      |      |      | 2    |      |      | 2      |
| Дзюдо                 |       | 4     | 4     | 5    |      |      |      |      |      |      |      |      | 13     |
| Кінний спорт          |       |       |       | 2    | 3    | 2    | 4    |      |      |      |      |      | 10     |
| Легка атлетика        |       |       | 11    | 17   | 20   | 17   | 21   | 20   | 21   | 16   | 23   | 4    | 170    |
| Настільний теніс      |       |       |       |      | 11   | 10   |      |      |      | 4    | 4    |      | 29     |
| Плавання              |       | 15    | 15    | 15   | 14   | 14   | 15   | 15   | 15   | 15   | 15   |      | 148    |
| Регбі на візках       |       |       |       |      |      |      |      |      |      |      |      | 1    | 1      |
| Стрільба              |       | 2     | 2     | 2    | 1    | 1    | 1    | 1    | 2    |      |      |      | 12     |
| Стрільба з лука       |       |       |       |      |      | 4    | 3    | 2    |      |      |      |      | 9      |
| Теніс на візках       |       |       |       |      |      |      |      | 1    |      | 2    | 3    |      | 6      |
| Фехтування на візках  |       |       |       |      |      |      | 4    | 4    | 2    | 1    | 1    |      | 12     |
| Футбол (5 x 5)        |       |       |       |      |      |      |      |      |      |      | 1    |      | 1      |
| Футбол (7 x 7)        |       |       |       |      |      |      |      |      |      |      |      | 1    | 1      |
| Змагань за день       |       | 28    | 40    | 49   | 59   | 51   | 54   | 64   | 47   | 48   | 57   | 6    | 503    |
| Серпень/Вересень      | Ср 29 | Чт 30 | Пт 31 | Сб 1 | Нд 2 | Пн 3 | Вт 4 | Ср 5 | Чт 6 | Пт 7 | Сб 8 | Нд 9 | Всього |

## Медальний залік
Фінальний залік 10 перших команд:
| Місце | Країна          | Золото | Срібло | Бронза | Загалом |
| ----- | --------------- | ------ | ------ | ------ | ------- |
| 1     | КНР             | 95     | 71     | 65     | 231     |
| 2     | Росія           | 36     | 38     | 28     | 102     |
| 3     | Велика Британія | 34     | 43     | 43     | 120     |
| 4     | Україна         | 32     | 24     | 28     | 84      |
| 5     | Австралія       | 32     | 23     | 30     | 85      |
| 6     | США             | 31     | 29     | 38     | 98      |
| 7     | Бразилія        | 21     | 14     | 8      | 43      |
| 8     | Німеччина       | 18     | 26     | 22     | 66      |
| 9     | Польща          | 14     | 13     | 9      | 36      |
| 10    | Нідерланди      | 10     | 10     | 19     | 39      |